# Unione di u Populu Corsu
L'Union du peuple corse (UPC) - en corse : Unione di u Populu Corsu - était un parti politique fondé par Max Simeoni le 14 juillet 1977, qui se réclamait du nationalisme corse, dans sa branche autonomiste. Elle prenait la suite de l'Associu di i Patriotti Corsi (APC), fondée en 1976 pour préparer le procès du drame d'Aléria, à et à plus long terme du Mouvement du 29 novembre.
L'UPC refuse toute violence. Elle a été longtemps dirigée par François Alfonsi. En 2002, l'UPC a fusionné avec deux autres formations pour devenir le Parti de la nation corse (PNC).